# 1581 Abanderada
Az 1581 Abanderada (ideiglenes jelöléssel 1950 LA1) a Naprendszer kisbolygóövében található aszteroida. Miguel Itzigsohn fedezte fel 1950. június 15-én.